# David R. Ellis
David Richard Ellis (* 8. September 1952 in Santa Monica, Kalifornien; † 7. Januar 2013 in Johannesburg, Südafrika) war ein US-amerikanischer Regisseur und Stuntman.

## Leben
In seiner Jugendzeit war Ellis ein erfolgreicher Juniorenprofisurfer und lebte zu diesem Zeitpunkt in Malibu.
Ellis begann seine Karriere in der Filmindustrie als Nebendarsteller in jugendlichen Rollen; sein Leinwanddebüt gab er 1975 in dem Kurt-Russell-Film Der Retorten-Goliath. Ein Jahr später übernahm er die Stunts im Film Baby Blue Marine und arbeitete fortan als Stuntman. Sein nächster Karriereschritt kam 1981 mit dem Aufstieg zum Stunt Coordinator. Nachdem er fünf Jahre lang in dieser Position erfolgreich war, arbeitete er ab 1986 vermehrt als Regieassistent oder Second Unit Director.
1996 gab er sein Debüt als Regisseur mit dem Familienfilm Ein tierisches Trio – Wieder unterwegs. Größere Aufmerksamkeit erlangte er 2003, als er die Regie von Final Destination 2 übernahm, der ersten Fortsetzung der finanziell erfolgreichen Final-Destination-Reihe. 2009 drehte Ellis auch deren vierten Teil.
Seiner nächsten Regiearbeit, dem Thriller Final Call – Wenn er auflegt, muss sie sterben (2004), war ein mäßiger Erfolg an den Kinokassen beschieden, was Ellis auf die Konkurrenz des parallel in den Kinos laufenden Resident Evil: Apocalypse und die schlechte Bewerbung seines Films zurückführte.
2006 erschien Ellis’ nächster Film, der Thriller Snakes on a Plane, um den sich ein ungewöhnlicher Internet-Medienrummel entwickelte.
Der letzte zu Ende gedrehte Film ist Shark Night 3D, welcher 2011 erschien.
Ellis verstarb am 7. Januar 2013 im Alter von 60 Jahren während der Dreharbeiten zum Film Kite – Engel der Rache in Johannesburg, Südafrika.

### Privates
Seine Schwester war die Stuntfrau Annie Ellis, welche u. a. als Stunt Coordinator in seinen Filmen Snakes on a Plane und Final Destination mitwirkte. Ellis Ehefrau Mary war auch im Stuntbereich tätig. Die gemeinsame Tochter Tawny Ellis arbeitet vorwiegend als Filmproduzentin.

## Filmografie
- 1996: Ein tierisches Trio – Wieder unterwegs (Homeward Bound II: Lost in San Francisco)
- 2003: Final Destination 2
- 2004: Final Call – Wenn er auflegt, muss sie sterben (Cellular)
- 2006: Snakes on a Plane
- 2008: Asylum
- 2009: Final Destination 4 (The Final Destination)
- 2011: Shark Night 3D